# کیم جی-یون
کیم جی-یون (انگلیسی: Kim Ji-yeon؛ زادهٔ ۱۲ مارس ۱۹۸۸) شمشیرباز اهل کره جنوبی است.